# Apocalyptica
Gli Apocalyptica sono un gruppo musicale symphonic metal strumentale finlandese, formato ad Helsinki nel 1993 e composto da violoncellisti di formazione classica, specializzato nel repertorio heavy metal.

## Storia del gruppo
Il gruppo ha cominciato eseguendo cover dei Metallica e dei Sepultura con strumenti classici. A partire dal secondo album Inquisition Symphony del 1998, gli Apocalyptica hanno proposto musica di loro composizione, mantenendo influenze heavy metal. Dall'album Reflections il gruppo si è dedicato a sonorità più leggere, ma senza perdere del tutto l'influenza metal delle origini. Occasionalmente suonano anche brani di musica classica, come Hall of the Mountain King di Grieg, contenuto nell'album Cult del 2000.
La formazione attuale è composta da tre musicisti, Eicca Toppinen, Paavo Lötjönen e Perttu Kivilaakso, tutti laureatisi presso l'Accademia Sibelius di Helsinki. In passato hanno fatto parte del gruppo anche Antero Manninen e Max Lilja.
I violoncelli degli Apocalyptica sono accompagnati da una batteria durante i concerti e nelle registrazioni. Hanno collaborato con loro i batteristi Mikko Sirén dei Megaphone (che li accompagna dal vivo e nell'album Apocalyptica) e Dave Lombardo degli Slayer (ospite in Apocalyptica e Reflections). Hanno all'attivo anche varie collaborazioni con cantanti solisti o di altri gruppi, tra cui Brent Smith degli Shinedown, Sandra Nasić dei Guano Apes, Lauri Ylönen dei The Rasmus, Ville Valo degli HIM, Nina Hagen, Till Lindemann dei Rammstein, Adam Gontier dei Three Days Grace, Matthew Tuck dei Bullet for My Valentine, Max Cavalera (ex Sepultura), Cristina Scabbia dei Lacuna Coil, Gavin Rossdale dei Bush  e Corey Taylor degli Slipknot/Stone Sour. Il gruppo ha anche collaborato con gli Amon Amarth nel loro Twilight of the Thunder God, infatti, nella parte finale di Live for the Kill suonano i violoncelli del gruppo di Helsinki.
Nel film di Neil LaBute Amici & vicini del 1998, sono stati utilizzati diversi brani tratti da Plays Metallica by Four Cellos come colonna sonora. Dal dicembre 2005 Sirén è membro ufficiale del gruppo.

## Formazione
Attuale
- Eicca Toppinen – violoncello (1993-presente)
- Paavo Lötjönen – violoncello (1993-presente)
- Perttu Kivilaakso – violoncello (2000-presente)

Ex componenti
- Max Lilja – violoncello (1993-2002)
- Antero Manninen – violoncello (1993-2001) (spesso suona nelle esibizioni dal vivo da quando Lilja ha abbandonato il gruppo)
- Mikko Sirén – batteria (2005-2023)

## Discografia

### Album in studio
- 1996 – Plays Metallica by Four Cellos
- 1998 – Inquisition Symphony
- 2000 – Cult
- 2003 – Reflections
- 2005 – Apocalyptica
- 2007 – Worlds Collide
- 2010 – 7th Symphony
- 2015 – Shadowmaker
- 2020 – Cell-0
- 2024 – Plays Metallica Vol. 2

### Album dal vivo
- 2013 – Wagner Reloaded - Live in Leipzig

### Raccolte
- 2002 – The Best of Apocalyptica (solo per il Giappone)
- 2006 – Amplified // A Decade of Reinventing the Cello

### Singoli
- 1996 – Apocalyptica
- 1998 – Harmageddon
- 2001 – Path Vol. 2
- 2002 – Hope Vol. 2
- 2003 – Faraway Vol. 2 con Linda Sundblad
- 2003 – Seemann con Nina Hagen
- 2004 – Bittersweet con Ville Valo e Lauri Ylönen
- 2005 – Wie Weit con Marta Jandová e Manu
- 2005 – Life Burns! con Lauri Ylönen
- 2006 – Repressed con Max Cavalera e Matt Tuck
- 2007 – I'm Not Jesus
- 2007 – SOS (con Cristina Scabbia)
- 2014 – Shadowmaker
- 2015 – Cold Blood
- 2015 – Till Death Do Us Part
- 2015 - SIN IN JUSTICE con Vamps
- 2015 – Slow Burn
- 2016 – House of Chains
- 2016 – Kelpaat kelle vaan (Sanni feat. Apocalyptica)

## Videografia
- 2001 – Live
- 2006 – The Life Burns Tour